# Discografia di Jenni Vartiainen
Questa pagina contiene l'intera discografia di Jenni Vartiainen, cantante pop finlandese dagli esordi fino ad ora.

## Album in studio
| Anno | Dettagli | Posizioni massime | Vendite                                        |
| Anno | Dettagli | FIN               | Vendite                                        |
| ---- | --- | ----------------- | ---------------------------------------------- |
| 2007 | Ihmisten edessä - Pubblicato: 12 settembre 2007 - Etichetta: Warner Music Group - Formati: CD, download digitale | 6                 | - Finlandia: 50.000+ (disco di platino)        |
| 2010 | Seili - Pubblicato: 31 marzo 2010 - Etichetta: Warner Music Group - Formati: CD, download digitale               | 1                 | - Finlandia: 95.000+ (triplo disco di platino) |

## Singoli
| Anno | Titolo                         | Posizioni massime | Copie vendute | Album           |
| Anno | Titolo                         | FIN               | Copie vendute | Album           |
| ---- | ------------------------------ | ----------------- | ------------- | --------------- |
| 2007 | Tunnoton                       | —                 | —             | Ihmisten edessä |
| 2007 | Ihmisten edessä                | 2                 | —             | Ihmisten edessä |
| 2007 | Toinen                         | 13                | —             | Ihmisten edessä |
| 2010 | En haluu kuolla tänä yönä      | 1                 | —             | Seili           |
| 2010 | Nettiin                        | 12                | —             | Seili           |
| 2010 | Missä muruseni on              | 1                 | —             | Seili           |
| 2010 | Duran Duran                    | 10                | —             | Seili           |
| 2010 | Eikö kukaan voi meitä pelastaa | —                 | —             | Seili           |